# رسائل البحر (فلم)
رسائل البحر فيلم مصري إنتاج عام 2010، بطولة آسر ياسين وبسمة ومحمد لطفي ومي كساب، إخراج وتأليف داود عبد السيد.

## القصة
تدور أحداث الفيلم حول يحيي وهو طبيب شاب تخرج من كلية الطب ولكنه يعاني من اضطرابات في طريقة نطق الكلام، ويتعرض بسبب ذلك للسخرية من أصدقائه وزملائه فيترك الطب ويقرر العمل صيادا فيلتقى بأكثر من شخص كل منهم له قصة مختلفة عن الآخر.

## طاقم التمثيل
- آسر ياسين: (يحيى)
- بسمة: (نورا)
- مي كساب: (بيسه)
- محمد لطفي: (قابيل)
- صلاح عبد الله: (هاشم)
- نبيهة لطفي: (فرانشيسكا)
- أحمد كمال: (محمود)
- سامية أسعد: (كارلا)
- رامي غيط: (من رجال الحج هاشم)
- وائل سامي: (من رجال الحاج هاشم)
- دعاء حجازي: (ريهام)
- كالابالا: (البارمان)

## وصلات خارجية
- رسائل البحر على موقع IMDb (الإنجليزية)
- رسائل البحر على موقع روتن توميتوز (الإنجليزية)
- رسائل البحر على موقع الدهليز
- رسائل البحر على موقع قاعدة بيانات الأفلام العربية
- رسائل البحر على موقع أول موفي (الإنجليزية)
- رسائل البحر على موقع فيلمافينيتي (الإسبانية)
- رسائل البحر على موقع قاعدة بيانات الفيلم (الإنجليزية)
- رسائل البحر على موقع ليتربوكسد (الإنجليزية)
- رسائل البحر على موقع كينوبويسك (الروسية)
- صفحة الفيلم في قاعدة بيانات الأفلام العربية.